# 이나호역
이나호역(일본어: 稲穂駅 이나호에키[*])은 일본 홋카이도 삿포로시 데이네구에 있는 홋카이도 여객철도 하코다테 본선의 철도역이다.

## 역 구조
2면 2선의 승강장이 있는 지상역으로, 과선교는 없으며 삿포로 방향에 있는 건널목을 이용해야한다. 승강장 별로 출입구가 따로 나있고, 운임 구역 안에서는 반대 승강장으로 넘어갈 수 없는 구조이다. 무인역으로, 간이 자동개찰기와 자동 발매기가 설치되어 있다.

### 승강장
| 1 | ■ 하코다테 본선 | 호시오키 · 호시미 · 오타루 방면                  |
| 2 | ■ 하코다테 본선 | 삿포로 · 이와미자와 · 지토세 · 신치토세쿠코 방면 |

## 역 주변
남측은 주로 주거 지역으로, 북측은 운전소와 공업 지역으로 구성되어 있다.
- 삿포로 운전소

## 역사
- 1986년 11월 1일 - 일본국유철도의 임시 승강장으로 개업.
- 1987년 4월 1일 - 일본국유철도 분할 민영화로 홋카이도 여객철도가 계승.
- 2007년 10월 - 역 번호 부여. S08.
- 2008년 10월 25일 - IC 카드(Kitaca)의 사용 개시.

## 인접한 역
| 홋카이도 여객철도 ■ 하코다테 본선 | 홋카이도 여객철도 ■ 하코다테 본선   | 홋카이도 여객철도 ■ 하코다테 본선                |
| --------------------------------- | ----------------------------------- | ------------------------------------------------ |
| S09 호시오키 오타루 방면          | ● 구간쾌속 "이시카리 라이너" ● 보통 | S07 테이네 삿포로 · 이와미자와 · 도마코마이 방면 |